# Rivojärv
Rivojärv är en sjö i Överkalix kommun i Norrbotten och ingår i Kalixälvens huvudavrinningsområde. Sjön har en area på 0,0574 kvadratkilometer och ligger 136,8 meter över havet.

## Delavrinningsområde
Rivojärv ingår i det delavrinningsområde (740753-180734) som SMHI kallar för Ovan VDRID = Märkbäcken i Kalixälvens vattendrags*. Medelhöjden är 124 meter över havet och ytan är 43,94 kvadratkilometer. Räknas de 528 avrinningsområdena uppströms in blir den ackumulerade arean 9 862,45 kvadratkilometer. Avrinningsområdets utflöde Kalixälven (Kaitumälven) mynnar i havet. Avrinningsområdet består mestadels av skog (78 procent). Avrinningsområdet har 1,37 kvadratkilometer vattenytor vilket ger det en sjöprocent på 3,1 procent.